# Centro de educación ambiental Puente del Perdón
El Centro de Visitantes Valle de El Paular, antiguo nombre del Centro de Educación Ambiental Puente del Perdón, cuenta con unos 15.000 m², teniendo en cuenta las instalaciones del Arboreto Giner de los Ríos de aproximadamente 1 hectárea de extensión. Se encuentra en el municipio de Rascafría dentro de la comunidad autónoma de Madrid, España y es uno de los cinco centros con los que cuenta el Parque Nacional de la Sierra de Guadarrama. 

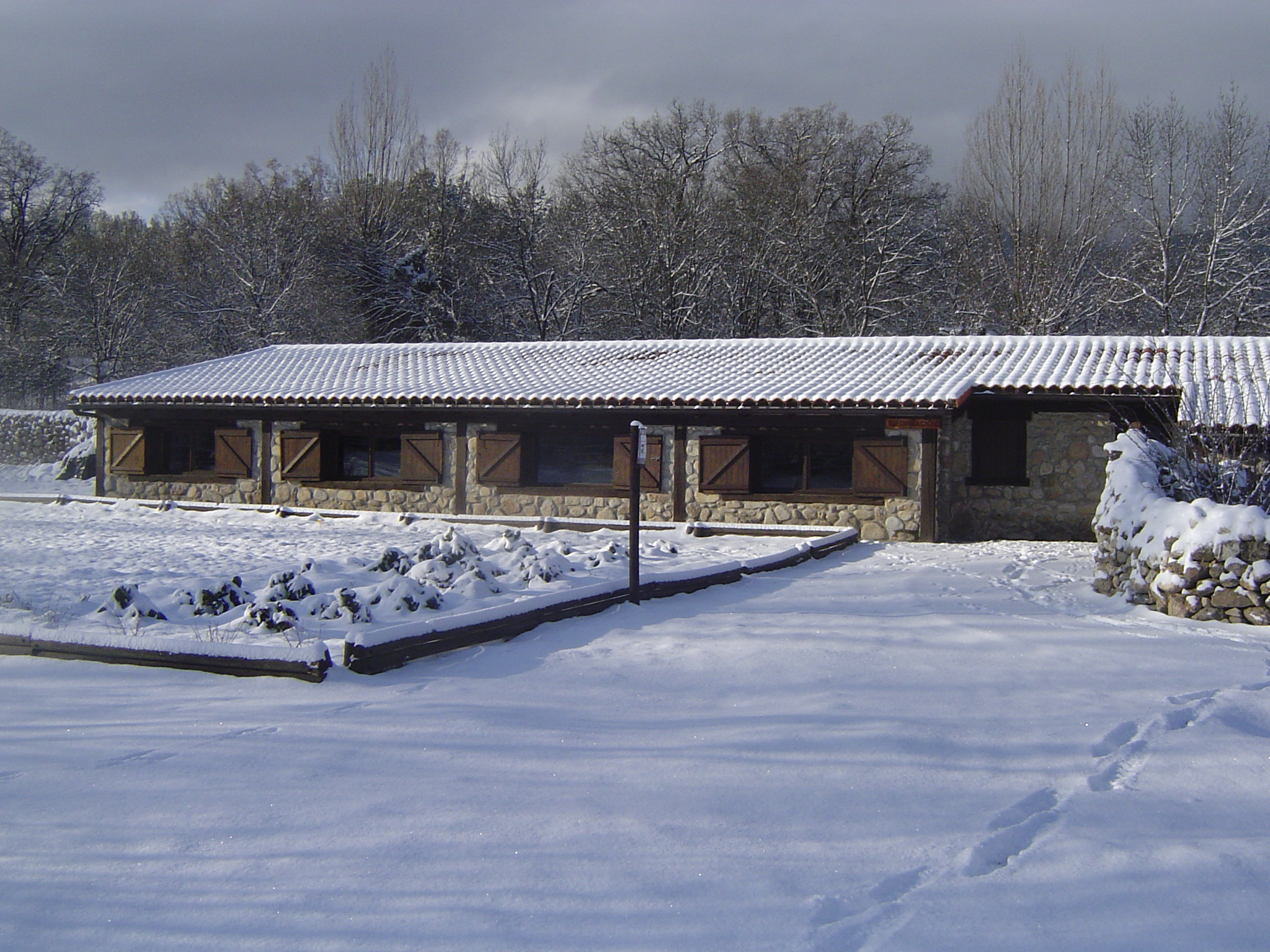
Aula del CV Valle de El Paular Nevada

El fomento de la sostenibilidad es uno de los objetivos prioritarios del Centro. Mediante la investigación, la participación y la divulgación, se logra la recuperación de especies hortícolas (banco de semillas), razas autóctonas, saberes tradicionales y aprovechamientos agropecuarios y forestales, contribuyendo al impulso de iniciativas privadas de desarrollo rural.

## Localización
Se encuentra en el término municipal de Rascafría, frente al Monasterio del Paular en la zona noroeste de la Comunidad de Madrid.
Centro de Visitantes Valle de El Paular, Ctra. M-604, km 27,600 28740 Rascafría - Madrid
Planos y vistas satelitales.40°53′19.5″N 3°53′14.7″O / 40.888750, -3.887417
Horarios: Miércoles a domingos de 10 a 15 h, sábados también en horario de tarde hasta las 18 h.
Se accede por la carretera M-604, km 28.

## Recursos
El programa dispone de dos parcelas y un Aula para desarrollar sus principales actividades. 
Una de ellas, "El área de recursos agroecológicos", nace con el objetivo de preservar los conocimientos tradicionales ligados al manejo agrícola, ganadero y forestal en el Valle del Lozoya y, por extensión, en el resto de la Sierra Norte de Madrid.

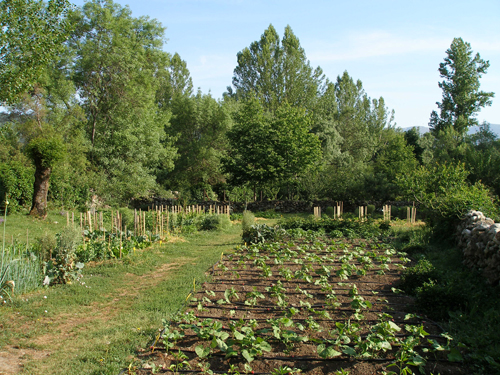
Huerta del CV Valle de El Paular

Uno de los elementos más importantes de este conjunto es el relativo al patrimonio agrogenético local, formado por un amplio catálogo de variedades de hortícolas, cereales y frutales, adaptados a la producción en las limitadas condiciones ambientales que impone el duro clima local. Por ello se puso en marcha un programa de recopilación sistemática de información sobre estas variedades en grave peligro de desaparición, a la vez que se recoge semilla y material vegetal propagativo, como púas de frutales, que se han puesto en cultivo con la intención de salvaguardar este valioso catálogo de cultivares autóctonos y darlo a conocer entre los visitantes al Centro.
En el Aula Multiusos, se encuentra un punto de información, donde el visitantes podrá conocer el proyecto así cono las características de la zona o qué visitas o sendas realizar en el entorno. Y una sala donde se pueden encontrar distintas exposiciones dependiendo la época del años que ayudan al visitante a conocer más el territorio y aumentar la sensibilidad en general hacia el medio ambiente.
La otra parcela, el Arboreto Giner de los Ríos muestra más de 200 especies arbóreas y arbustivas de los ecosistemas planocaducifolios de Europa, Asia y América. Con él se pretende introducir a sus visitantes en el conocimiento de los espacios forestales desde una perspectiva ecológica.
Gran parte del Centro es accesible para personas con movilidad reducida.

## Actividades

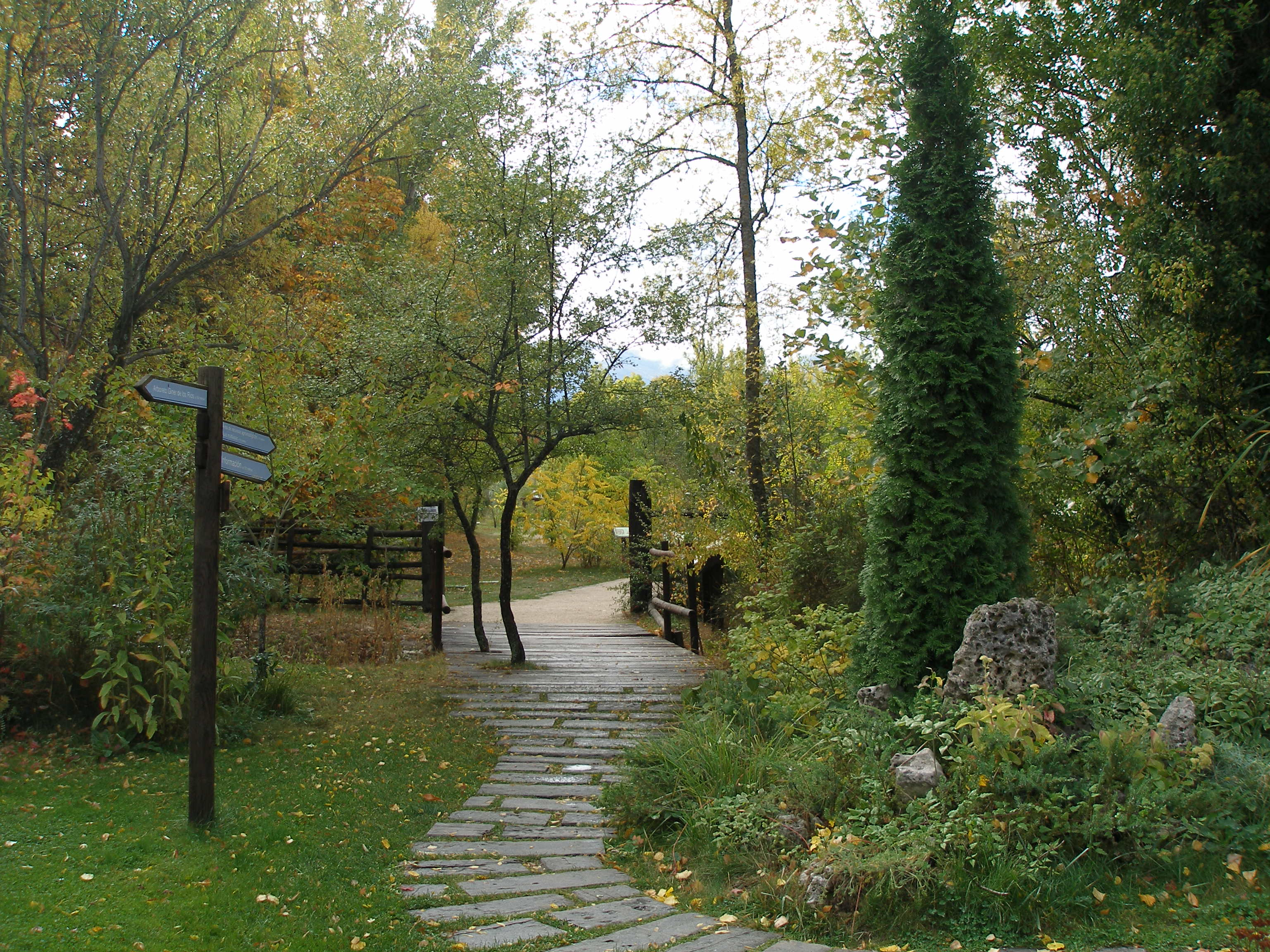
Entrada al CV Valle de El Paular

El centro de Visitantes desarrolla distintos programas educativos separados en tres grupos: 
1. Programa de actividades escolares: En el que organiza sendas, talleres y visitas guiadas y autoguiadas para grupos escolares locales y no locales. Cualquier grupo escolar se puede apuntar poniéndose en contacto con el Centro https://www.parquenacionalsierraguadarrama.es
2. Programa de visitantes: Que recoge desde la atención personal en el punto de información, la visita libre a las instalaciones, el programa de actividades que todos los meses se edita con propuestas gratuitas de talleres, cursos, visitas temáticas, ocio de familias y sendas por los alrededores. Las actividades son gratuitas pero es necesario reservar plaza con 15 días de antelación.
3. Programa de trabajo con población local: En colaboración con entidades diversas, asociaciones y habitantes de los distintos municipios, e investigando el diseño de estrategias de gestión integrada de este territorio, se trabaja con ellos en la valorización de la cultura tradicional ganadera, forestal y hortícola como elementos necesarios para el desarrollo rural sostenible, uniendo lo mejor del pasado con las innovaciones del presente, para contribuir a la conservación de los paisajes y de la biodiversidad, tanto silvestre como doméstica. Esta valorización se transmite al resto de la población, implicando a los escolares y jóvenes, así como a sectores de la hostelería y a los visitantes y turistas. Trabajando para ello desde distintos programas:

- Banco de Saberes tradicionales.

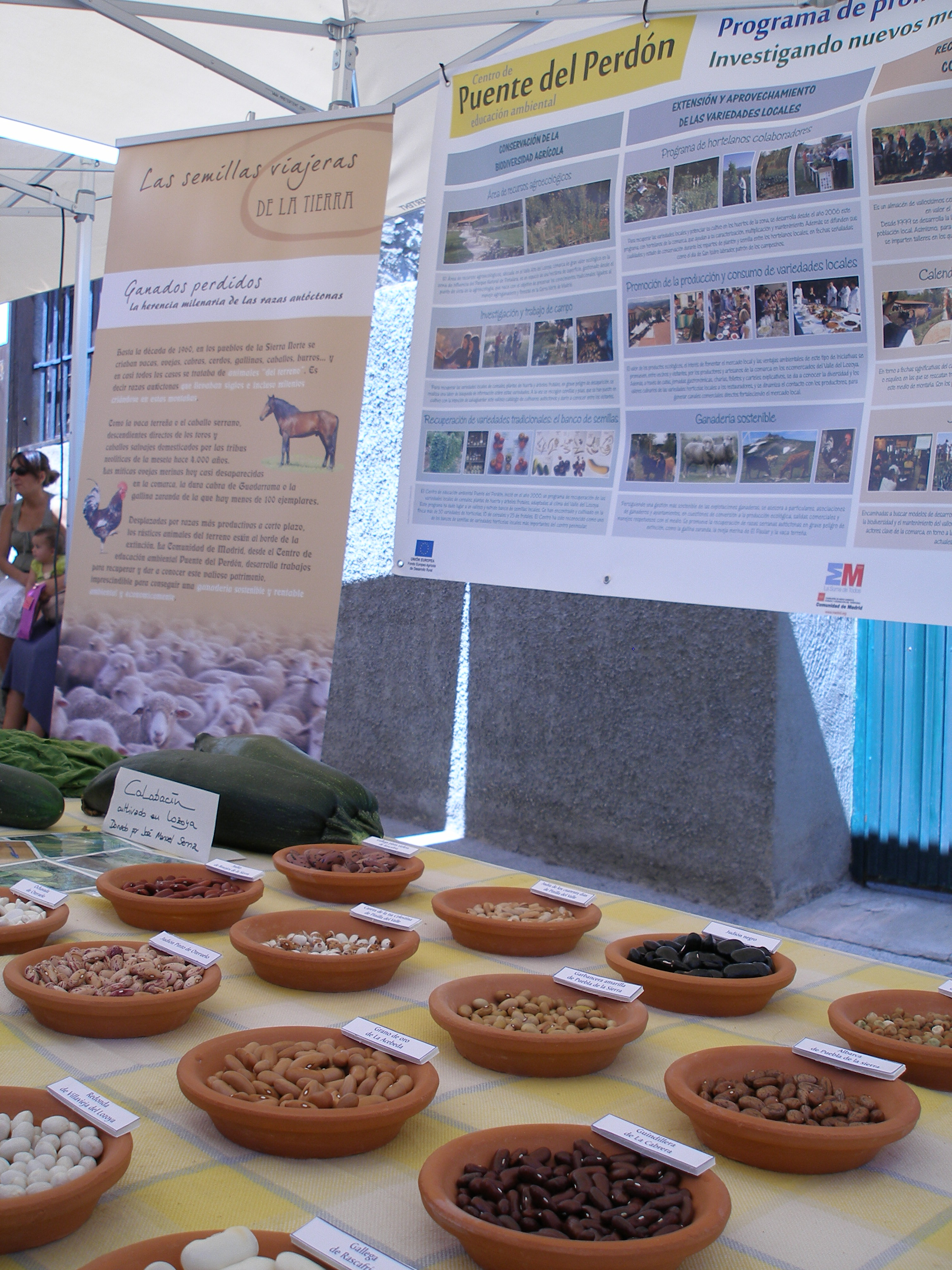
Banco de semillas del CV PValle de El Paular

- Programa de Promoción de la Agroecología en la Sierra Norte de Madrid.
- Programa de Ecoturismo con el sector turístico para el cuidado del territorio.
- Banco de Semillas horticolas tradicionales.
- Apoyo a las nuevas iniciativas de emprendimiento sostenible.